# Choyrodon
Choyrodon — рід гадрозавроїдів. Описано один вид, Choyrodon barsboldi. Рештки знайдені на території Монголії, датуються середнім-пізнім альбським ярусом і належать трьом незрілим особинам. Можливо є не окремим видом, а лише незрілим представником роду Altirhinus. Близько споріднений з Eolambia.
Родова назва Choyrodon походить від Чойр, міста неподалік місця, де були знайдені рештки динозавра і «don» — «зуб» латиною, поширене закінчення назв таксонів орнітоподів. Видова назва barsboldi — на честь Рінченгіна Барсболда, керівника експедиції, що знайшла рештки динозавра.